# Alain Corbin
Alain Corbin (ur. 12 stycznia 1936 w Courtomer lub Lonlay-l’Abbaye) – francuski historyk, badacz dziejów XIX wieku i mikrohistorii, związany ze Szkołą Annales.
Uczył się w szkole katolickiej, a następnie pobierał nauki na Uniwersytecie w Caen. Po uzyskaniu agrégation uczył od 1959 w liceum w Limoges. Przez dwa lata służył w armii francuskiej w Algierii Studia wyższego stopnia kontynuował na Uniwersytecie w Poitiers. Od 1969 pracował na Uniwersytecie w Tours. W 1978 wydał historyczne studium prostytucji we Francji XIX- i XX-wiecznej pt. Les Filles de noce: misère sexuelle et prostitution: 19e et 20e siècles, które okazało się sukcesem zarówno naukowym jak i komercyjnym. W tej oraz swoich dalszych pracach obrał kierunek badania historii społecznej, historii życia codziennego i historii mentalności. Współpracował m.in. przy powstaniu czwartego tomu monumentalnej Historii życia codziennego redagowanej przez Duby i Arièsa. Pod koniec lat 80. ukazała się jego praca pt. Le Village des cannibales, będąca studium morderstwa mającego miejsce w  1870 roku we Francji, tzw. Sprawy z Hautefaye (Affaire de Hautefaye). W latach 90. wydał m.in. mikrohistoryczną biografię francuskiego rzemieślnika, Louisa-François Pinagota.
W 1987 został zatrudniony na Université de Paris I. W 1992 powołano go do Institut Universitaire de France.  

## Publikacje
- Archaïsme et modernité en Limousin au XIX (1845-1880), nouvelle édition, Presses universitaires de Limoges, Limoges, 1999
- Les Filles de noce. Misère sexuelle et prostitution XIX, Flammarion, coll. « Champs » ISSN 0151-8089
- Les Filles de rêve, Fayard, Paris,éd. 2014),  ISBN 978-2-213-68084-2.
- Sois Sage, c'est la guerre, Flammarion, Paris, éd. 2014)
- Le Miasme et la Jonquille. L’odorat et l’imaginaire social XVIII-XI, Flammarion, coll. « Champs » ISSN 0151-8089
- Le Village des « cannibales », Flammarion, coll. « Champs » ISSN 0151-8089 Paris, 1990
- Le Territoire du vide. L’Occident et le désir du rivage, 1750-1840, Flammarion, coll. « Champs » ISSN 0151-8089
- Les Cloches de la terre. Paysage sonore et culture sensible dans les campagnes au XIX, Flammarion, coll. « Champs », 1994 ISSN 0151-8089

- Le Temps, le Désir et l’Horreur. Essais sur le XIX|e, Flammarion, coll. « Champs » ISSN 0151-8089, Paris, 1998
- L’Avènement des loisirs (1850-1960), avec la collaboration de Julia Csergo, Jean-Claude Farcy, Roy Porter, André Rauch, Jean-Claude Richez, Léon Strauss, Anne-Marie Thiesse, Gabriella Turnaturi et Georges Vigarello, Flammarion, coll. « Champs » ISSN 0151-8089 Paris, 2001
- L’Homme dans le paysage (entretien avec Jean Lebrun), Gallimard, coll. « Textuel », Paris, 2001 ISBN 978-2-84597-027-4
- Le Monde retrouvé de Louis-François Pinagot. Sur les traces d’un inconnu (1798-1876), Flammarion, coll. « Champs » ISSN 0151-8089
- La mer. Terreur et fascination (dir. avec Hélène Richard), Éditions du Seuil, Paris, 2004 ISBN 978-2-02-068653-2
- Histoire du corps (dir. avec Jean-Jacques Courtine et Georges Vigarello), Éditions du Seuil, coll. « L’Univers historique » ISSN 0083-3673, Paris, 2005, 3 vol., 2005−2006 ISBN 978-2-02-022455-0
- Histoire du christianisme. Pour mieux comprendre notre temps (direction), Éditions du Seuil, coll. « L’Univers historique » ISSN 0083-3673, Paris, 2007, ISBN 978-2-02-089421-0
- L’Harmonie des plaisirs. Le manières de jouir du siècle des Lumières à l’avènement de la sexologie, Perrin, 2007. ISBN 978-2-262-01929-7
- Alexandre Parent-Duchâtelet, La Prostitution à Paris au xixe siècle, texte présenté et annoté par Alain Corbin, Points-Seuil Histoire, Paris, Seuil, 2008, ISBN 978-2-7578-0691-3
- Les Héros de l'histoire de France expliqués à mon fils, Paris, Editions du Seuil, 2011.
- Alain Corbin, Jean-Jacques Courtine, Georges Vigarello, Histoire de la virilité, tome 1, De l'antiquité aux lumières, L'invention de la virilité, Paris, Éditions du Seuil, coll. « L'Univers historique », 2011, ISBN 978-2-02-098067-8
- Histoire du silence. De la Renaissance a nos jours, Albin Michel, Paris 2016, ISBN 978-2-22-632378-1

## Publikacje w języku polskim
- We władzy wstrętu. Społeczna historia poznania przez węch: od odrazy do snu ekologicznego, Andrzej Siemek (tłum.), Warszawa: Oficyna Wydawnicza Volumen, 1998, ISBN 83-7233-112-X. Brak numerów stron w książce
- Historia życia prywatnego, t. 4: Od rewolucji francuskiej do I wojny światowej, pod red. Michelle Perrot, oprac. Alain Corbin et al., przeł. z jęz. fr. Anna Paderewska-Gryza, Bogusław Panek, Wojciech Gilewski, red. nauk. przekładu Marek Czapliński, Wrocław: Zakład Narodowy im. Ossolińskich 1999 (wyd. 2 – 2006)
- Historia ciała, t. 1-3, red. Alain Corbin, Jean-Jacques Courtine, Georges Vigarello, przeł. Tomasz Stróżyński, Gdańsk : Wydawnictwo Słowo/obraz Terytoria 2011–2014.
- Historia chrześcijaństwa: by lepiej zrozumieć nasze czasy, red. Alain Corbin oraz Nicole Lemaitre, Françoise Thelamon, Catherine Vincent, przeł. Anna Kocot, Kraków: Wydawnictwo Uniwersytetu Jagiellońskiego 2009
- Historia ciszy i milczenia. Od reneansu do naszych dni,  przeł. Karolina Kot, Wydawnictwo Aletheia: Warszawa 2019, ISBN 978-83-65680-51-8